# Ruda (powiat żuromiński)
Ruda – wieś w Polsce, położona w województwie mazowieckim w powiecie żuromińskim gminie Lubowidz. Ma status sołectwa.
Leży między Zieluniem, a Lubowidzem.
| SIMC    | Nazwa    | Rodzaj    |
| ------- | -------- | --------- |
| 0118836 | Kurzyska | część wsi |

Prywatna wieś szlachecka położona była w drugiej połowie XVI wieku w powiecie sierpeckim województwa płockiego. W latach 1975–1998 miejscowość należała administracyjnie do województwa ciechanowskiego.
Przez wieś przepływa Wkra.
W Rudzie urodził się kapitan pożarnictwa Klemens Jerka - członek ZWZ-AK, komendant powiatowych struktur Strażackiego Ruchu Oporu „Skała” w Sandomierzu.